# Березовий Анатолій Миколайович

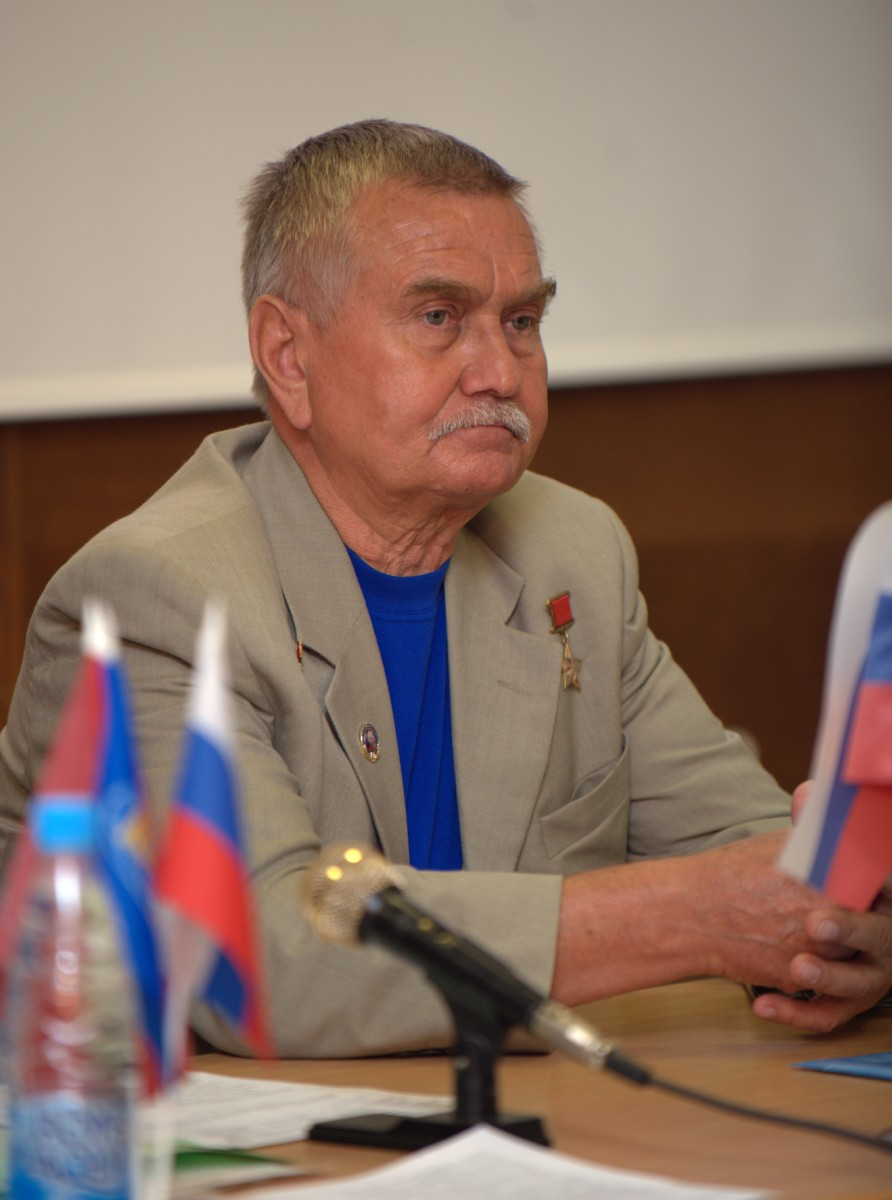
Березовой Анатолий Николаевич

Березовий Анатолій Миколайович (рос. Анатолий Николевич Березовой; 11 квітня 1942 — 20 вересня 2014) — льотчик-космонавт СРСР, Герой Радянського Союзу (1982).

## Біографія
Народився 11 квітня 1942 року у селищі Енем Адигейського АО (в теперішній час Тахтамукайського району Республіки Адигея). Українець. 
З 1970 року у загоні космонавтів під порядковим номером 107.
Єдиний космічний політ здійснив з 13 травня по 10 грудня 1982 року на станції Салют-7 (командир експедиції), злет — станцією Союз Т-5, посадка — Союз Т-7. Тривалість польоту — 211 діб 09 часів 04 хвилин 31 секунда. Здійснив один вихід у відкритий космос тривалістю 2 години 33 хвилини.
Відрахований з загону космонавтів 31 жовтня 1992 року в зв'язку зі звільненням зі збройних сил за віком.